# Le Garde (Arno Breker)
 (août 2016).
Si vous disposez d'ouvrages ou d'articles de référence ou si vous connaissez des sites web de qualité traitant du thème abordé ici, merci de compléter l'article en donnant les références utiles à sa vérifiabilité et en les liant à la section « Notes et références ».
Pour les articles homonymes, voir Le Garde (homonymie).
Le Garde (Der Wächter en allemand), est une sculpture sur plâtre, plus précisément un bas-relief, réalisé en 1940 par le sculpteur allemand Arno Breker, artiste de référence en Allemagne nazie et apprécié par Adolf Hitler. 
Commandée par l'Allemagne nazie, elle fut créée pour décorer la nouvelle capitale du Reich, Germania, qu'Hitler voulait faire construire après la guerre. Cette œuvre a été détruite durant la guerre et seules des photographies de l’œuvre existent aujourd'hui.

## Contexte historique de l'œuvre
C'est l'apogée du nazisme en Allemagne. On est au début de la Seconde Guerre mondiale : l’Allemagne nazie s’est lancée à la conquête de l’Europe et multiplie les grandes victoires militaires. C’est une phase d’optimisme et de triomphe pour les nazis. L'art tenait une place importante durant le IIIe Reich car il devait servir de propagande afin d'instaurer l'idéologie nazie au sein de la population allemande. Le ministre du Reich à l'éducation du peuple et à la propagande avait déjà, dès 1933, crée une chambre de culture du Reich et tous les artistes devaient y appartenir afin de pouvoir produire.

## Analyse de l’œuvre
On ne connait pas la taille exacte de l'œuvre car elle a été détruite à la fin de la guerre mais on sait que c'était une œuvre monumentale.
Elle représentait un guerrier nu, très athlétique portant tous les signes de la virilité et de la puissance guerrière nazie : musculature sur-développée, port de l'arme, athlétique, visage déterminé, fier et menaçant, prêt à se battre et sûr de sa puissance. Il est possible d'imaginer un ennemi invisible dans le hors-champ.
L'œuvre s'inspire des sculptures antiques grecques et romaines, appréciées des nazis, notamment à travers le drapé dans la cape, le bouclier rond et l'épée.
Il représente le jeune allemand parfait, l'homme nouveau prôné par le totalitarisme nazi.